# Riffa
Riffa (arabisch الرفاع, DMG ar-Rifāʿ) ist eine Stadt im Königreich Bahrain und nach Fläche die zweitgrößte des Landes. Sie liegt im äußersten Norden des Südlichen Gouvernement und hatte beim letzten Zensus im Jahr 2001 eine Einwohnerzahl von 79.550 mittlerweile wird diese aber auf eine Anzahl von 111.000 oder mehr geschätzt.

## Bevölkerung

### Einwohner
| Jahr      | 1981   | 1991   | 2001   |
| --------- | ------ | ------ | ------ |
| Einwohner | 22.408 | 49.510 | 79.550 |

## Sehenswürdigkeiten
Im Südosten der Stadt befindet sich das im Jahr 1812 erbaute Fort Riffa (welches auch als Scheich Salman bin Ahmed Fort bekannt ist). Nördlich davon befinden sich mehrere Shopping-Malls und weitere Einkaufsmöglichkeiten.
Ganz im Süden befindet sich der Royal Golf Club, welcher im Wohngebiet Riffa Views liegt. Dieses besteht aus künstlich angelegten Seen und Grünanlagen, inkludiert sowohl die Riffa Views International School, als auch die im Jahr 2005 eröffnete Royal University of Women.
Im Westen der Stadt befinden sich hauptsächlich Wohngebäude, mit großem Fokus auf die Herrscher-Familie. Der Uhrenturm von Riffa befindet sich auf dem Kreisverkehr im Nordwesten.

## Verkehr
Im Westen wird die Stadt vom Scheich Salman Highway umschlossen, welcher im Süden bei den Riffa Views endet und sich dort in westlicher Richtung in den Zellaq Highway und in östlicher Richtung in den al-Muaskar Highway aufteilt. Durch die Mitte der Stadt quert die Alriffa Avenue, welche an beiden Enden in einem Kreisverkehr endet. Von dort weiter in Richtung Osten kommt man nach Hamad Town.

## Sport
Mit dem East Riffa Club und dem al-Riffa SC, treten zwei Klubs der Stadt in der höchsten Spielklasse des Landes an. Ihre Heimspiele tragen beide im Nationalstadion Bahrain aus (Stadtteil: al-Shamali), welches an der Muharraq Avenue liegt. Ebenfalls nutzt die bahrainische Fußballnationalmannschaft dieses Stadion als Heimspielstätte. In der Nähe des Stadions hat zudem die Bahrain Football Association ihren Sitz.
Auf dem Gelände des im Süden der Stadt gelegenen Royal Golf Club fand im Jahr 2011 die Erstaustragung des Volvo-Golf-Champions-Turniers statt.

## Persönlichkeiten
- Hamad bin Isa Al Chalifa (* 1950), König
- Salman bin Ibrahim Al Chalifa (* 1965), Fußballfunktionär
- Abdullah al-Hashash (* 1996), Fußballspieler